# أوروش لوكوفيتش
أوروش لوكوفيتش (بالصربية: Урош Луковић) مواليد 8 يونيو 1989 في بلغراد، جمهورية صربيا الاشتراكية، جمهورية يوغوسلافيا الاشتراكية الاتحادية، هو لاعب كرة سلة صربي. بدأ مسيرته الاحترافية في سنة 2006. يحمل الرقم 55.

## المسيرة الاحترافية
لعب مع نادي إف إم بي لكرة السلة من سنة 2007 إلى 2011، ثم لعب مع نادي تارتو لكرة السلة في سنة 2013، ثم لعب مع كومانوفو في موسم 2013–2014، ثم لعب مع إم زد تي سكوبيه في موسم 2015–2016.

## روابط خارجية
- أوروش لوكوفيتش على موقع كرة السلة الأوروبية.كوم (الإنجليزية)
- أوروش لوكوفيتش على موقع ريلجم (الإنجليزية)
- أوروش لوكوفيتش على موقع بروبوليرز (الإنجليزية)
- أوروش لوكوفيتش على موقع سبورتس رفرنس (الإنجليزية)